# پیشگیری ثالثیه
پیشگیری ثالثیه عبارتست از اقدام‌های مداخله‌ای در مراحل پیشرفته بیماری و در واقع شامل به‌کارگیری همه تدابیر موجود به منظور کاهش یا محدود کردن نقص عضو و ناتوانی‌های حاصل از بیماری، به حداقل رساندن رنج و آسیب ناشی از انحراف از سلامت کامل و ارتقای قدرت تطابق بیمار از حالت‌های بهبودناپذیر است و در واقع می‌تواند تا مرحله اعاده سلامتی نسبی پیشگیری دارویی رود.